# 1810 w polityce

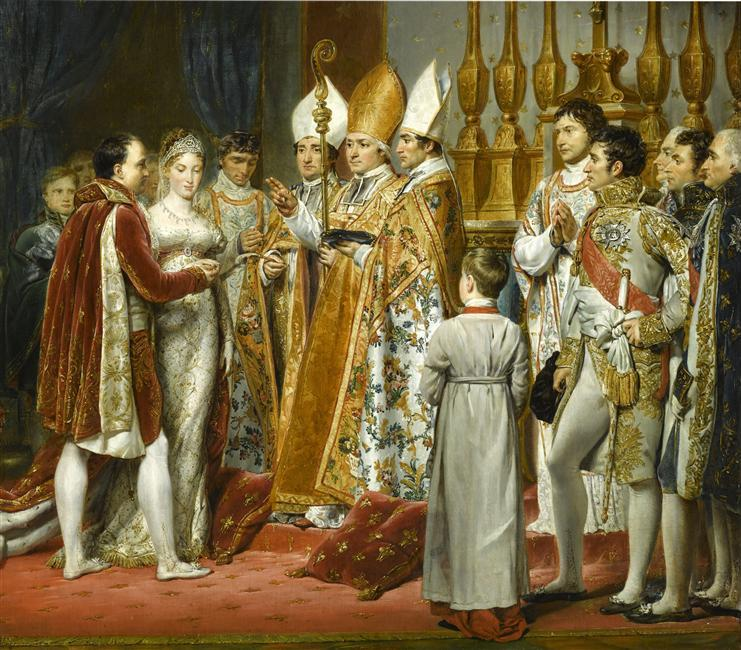
Ślub Napoleona I z Maria Ludwiką

Wydarzenia polityczne w 1810 roku.

## Wydarzenia
- 29 stycznia – Wojna na Półwyspie Iberyjskim: utworzenie w Kadyksie regencji w 5-osobowym składzie pod przewodnictwem gen. Francisco Castanosa (prezydent) oraz Pedro de Quevedo y Quintana, biskupa Ourense (wiceprezydent)[1].
- 24 września – Kadyks: początek obrad Kortezów, które doprowadziły do rozwiązania regencji i uchwalenie liberalnej konstytucji[2].
- 16 września – w Meksyku wybuchło powstanie przeciwko Hiszpanii[3].
- Cesarz Napoleon Bonaparte żeni się z Marią Ludwiką Austriaczką.
- Kardynał Ludwik Maria Burbon y Vallabriga[4] podpisuje dekret o zniesieniu inkwizycji w Hiszpanii[5].

## Urodzili się
- 29 listopada Henrietta Ewa Ankwiczówna, polska hrabianka[6].

## Zmarli
- 22 stycznia Mariano Álvarez de Castro, hiszpański brygadier[7].
- 30 października Konstanty Bniński, marszałek Trybunału Głównego Koronnego[8].